# Giacobbe (nome)
Giacobbe  è un nome proprio di persona italiano maschile.

## Varianti
- Maschili: Giacobo[6], Giacomo[1][2][3], Jacopo/Iacopo[1][4][6]
- Femminili: Giacobba[2]

### Varianti in altre lingue
Data la comune origine di Giacobbe e Giacomo, qui sono riportate solo le forme in altre lingue derivate dal latino Iacobus; tutte quelle derivate dalla sua variante Iacomus sono dettagliate nella voce Giacomo.
- Arabo: يعقوب (Yaqub, Yaqoob, Yakub)
- Armeno: Յակոբ (Yakob, Yagop), Հակոբ (Hakob, Hagop)[5]
- Basco: Jakes
- Bielorusso: Якаў (Jakaŭ)[senza fonte]
- Bulgaro: Яков (Jakov)
- Ceco: Jakub[5]
- Cornico: Jago[5]
- Croato: Jakov, Jakob
- Danese: Jakob[5], Jacob
  - Femminili: Jacobine
- Ebraico: יַעֲקֹב (Ya'aqov, Ya'aqobh, Yaakov, Yakov)[5][7], עֲקִיבָא (Akiba, Akiva)
- Esperanto: Jakobo[senza fonte]
- Estone: Jaacup, Jaakob, Jakob
- Finlandese: Jaakko[5], Jaakkoppi
- Francese: Jacob[senza fonte]
- Frisone: Japik
- Galiziano: Iago, Xacobe[senza fonte]
- Gallese: Iago[5]
- Georgiano: იაკობ (Iakob)[8][9]
- Greco biblico: Ιακωβος (Iakobos)[5][7]
- Hawaiiano: Iakopa
- Inglese: Jacob[5][7], Jaycob
  - Femminili: Jacoba[5]
- Irlandese: Iacób[senza fonte]
- Latino: Iacobus[5][7], Jacobus, Iacob[4]
- Lettone: Jēkabs[senza fonte]
- Lituano: Jokūbas
- Macedone: Јаков (Jakov)
- Norvegese: Jakob[5], Jacob
  - Femminili: Jacobine
- Olandese: Jacob, Jacobus, Jakob
  - Femminili: Jacoba, Jacobina, Jacobine
- Polacco: Jakub[5]
- Portoghese: Jacó, Iago
- Romeno: Iacob[senza fonte]
- Russo: Яков (Jakov)[5]
- Serbo: Јаков (Jakov)
- Slovacco: Jakub
- Sloveno: Jaka[5], Jakob, Jaša
- Spagnolo: Jacobo, Yago[5]
- Svedese: Jakob[5], Jacob
- Tedesco: Jakob[5]
- Turco: Yakup[5]
- Ucraino: Яків (Jakiv)
- Ungherese: Jákob[5], Jakab[5]

1. ↑  Tutte le varianti qui elencate sono verificabili, salvo diversamente specificato, alla nota 1.

### Forme alterate e ipocoristiche
Con la sua enorme diffusione, Giacobbe e le sue varianti in altre lingue hanno prodotto a numerose forme abbreviate e, raramente, alcuni diminutivi, fra i quali si possono citare:
- Croato: Jakša
- Danese: Ib[5], Jeppe
  - Femminili: Bine
- Estone: Jaak
- Fiammingo: Jaak
- Finlandese: Jaska
- Georgiano: კობა (Koba)[9]
- Inglese: Coby[5], Koby, Jake[5], Jeb
- Olandese: Jaap, Cobus, Kobus, Kobe, Coos, Koos
  - Femminili: Coba
- Polacco: Kuba[5]
- Russo: Яша (Jaša), Яшка (Jaška),[10] Яшенька (Jašen'ka)[10]
- Yiddish: קָאפֶּּעל (Koppel), Kapel, יַאנְקֶעל (Yankel)

1. ↑  Le forme alterate e gli ipocoristici elencati di seguito sono verificabili, salvo diversamente specificato, alla nota 1.

## Origine e diffusione

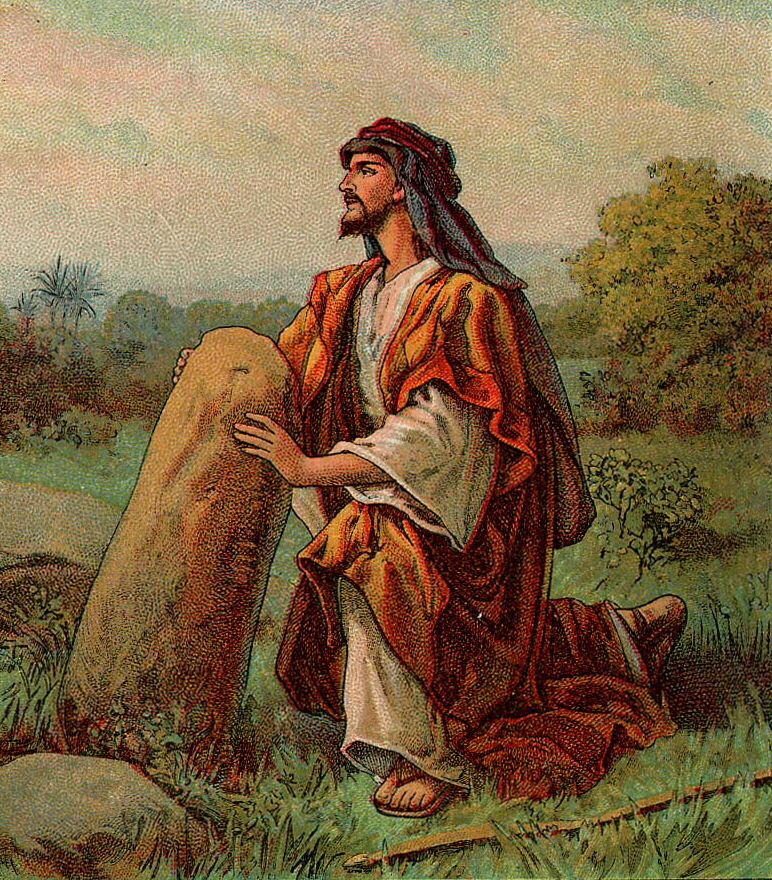
Giacobbe in un'illustrazione del 1906

Nome di tradizione biblica, portato nell'Antico Testamento da Giacobbe, chiamato anche Israele, figlio di Isacco e di Rebecca e padre dei fondatori delle dodici tribù d'Israele.
Etimologicamente, deriva dall'antico nome ebraico יַעֲקֹב (Ya'aqov), dall'origine discussa. Secondo le spiegazioni tradizionali significa "colui che tiene il calcagno", "colui che prende per il calcagno" (da 'aqebh, "calcagno", "tallone") o "colui che soppianta", "soppiantatore" - poiché secondo la narrazione biblica, Giacobbe nacque tenendo il tallone di suo fratello gemello Esaù, e da adulto gli rubò la primogenitura. Secondo altre teorie, deriverebbe invece da un nome ipotetico come  יַעֲקֹבְאֵל (Ya'aqov'el), basato sulla radice qb ("proteggere") e avente il significato di "possa Dio proteggere", "Dio protegge" o "Dio ha protetto", o potrebbe anche avere origini babilonesi, col possibile significato di "Dio ricompensa".
L'ebraico יַעֲקֹב (Ya'aqov) - che nel I secolo a.C. era uno dei nomi più diffusi fra gli ebrei del tempo - passò in greco come Ιακωβος (Iakobos) e venne adattato in latino in due diverse forme: Iacobus e Iacomus. Dalla prima delle due derivano i nomi Giacobbe e Jacopo, mentre dalla seconda, più tarda, si è sviluppato Giacomo; alcune altre lingue (come l'inglese, con Jacob e James) hanno a loro volta tale distinzione, ma nella maggioranza non esiste distinzione, ed entrambi i nomi sono riuniti sotto una sola forma.
In italiano il nome gode di scarsa diffusione, a differenza di Giacomo, del quale viene considerato una semplice variante. Per quanto riguarda la lingua inglese, durante il Medioevo Jacob era usato perlopiù dagli ebrei; fra i cristiani, che fino ad allora avevano preferito James, si diffuse con l'avvento della Riforma protestante.

## Onomastico
L'onomastico ricorre generalmente il 24 dicembre in memoria di san Giacobbe, patriarca biblico.

## Persone
- Giacobbe di Edessa, scrittore e vescovo cristiano orientale siro
- Giacobbe Anatoli, scrittore e medico italiano
- Giacobbe Cervetto, violoncellista italiano
- Giacobbe Fragomeni, pugile italiano
- Giacobbe LaMotta, pugile, attore e scrittore statunitense

### Variante Jacob

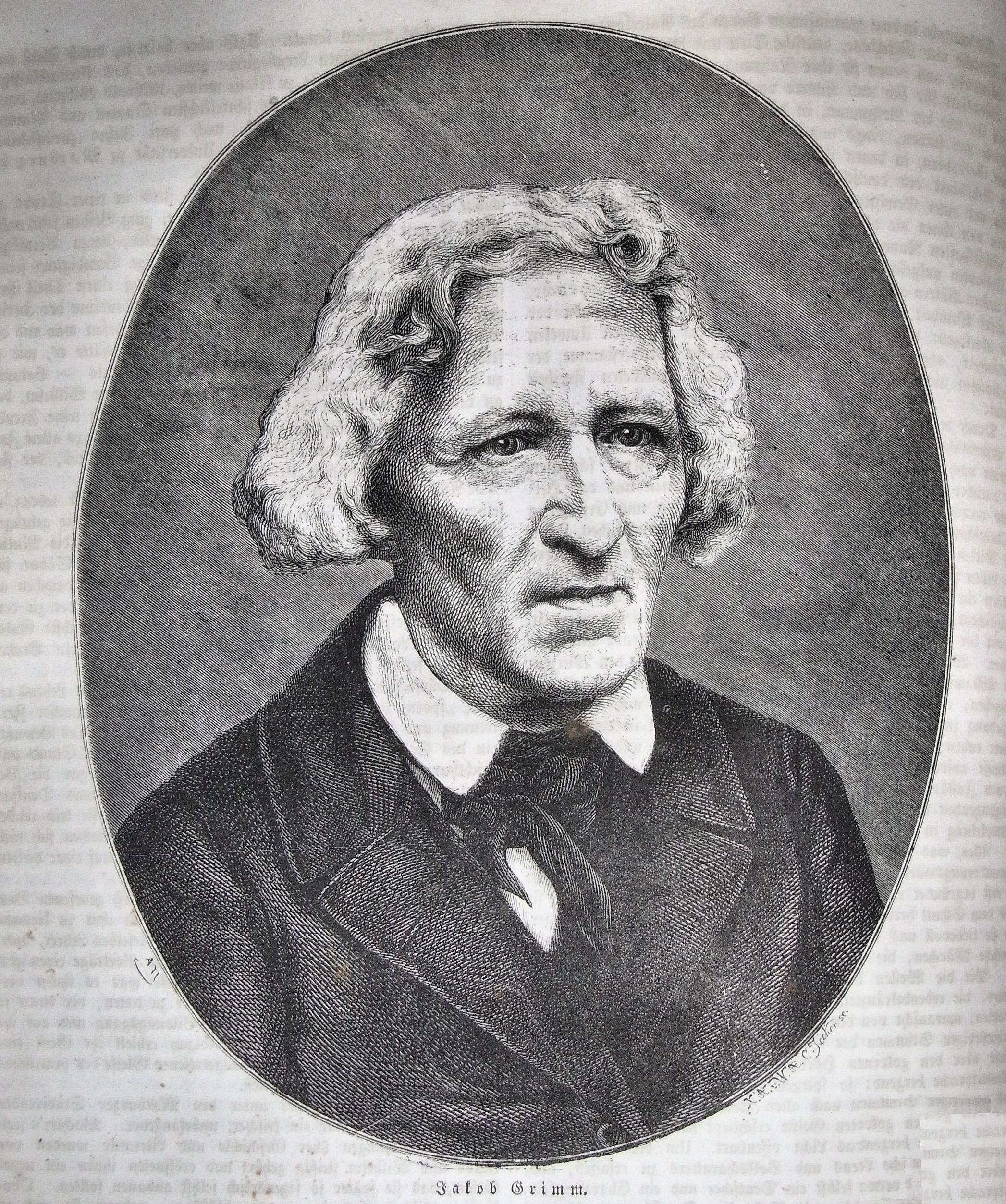
Jacob Grimm

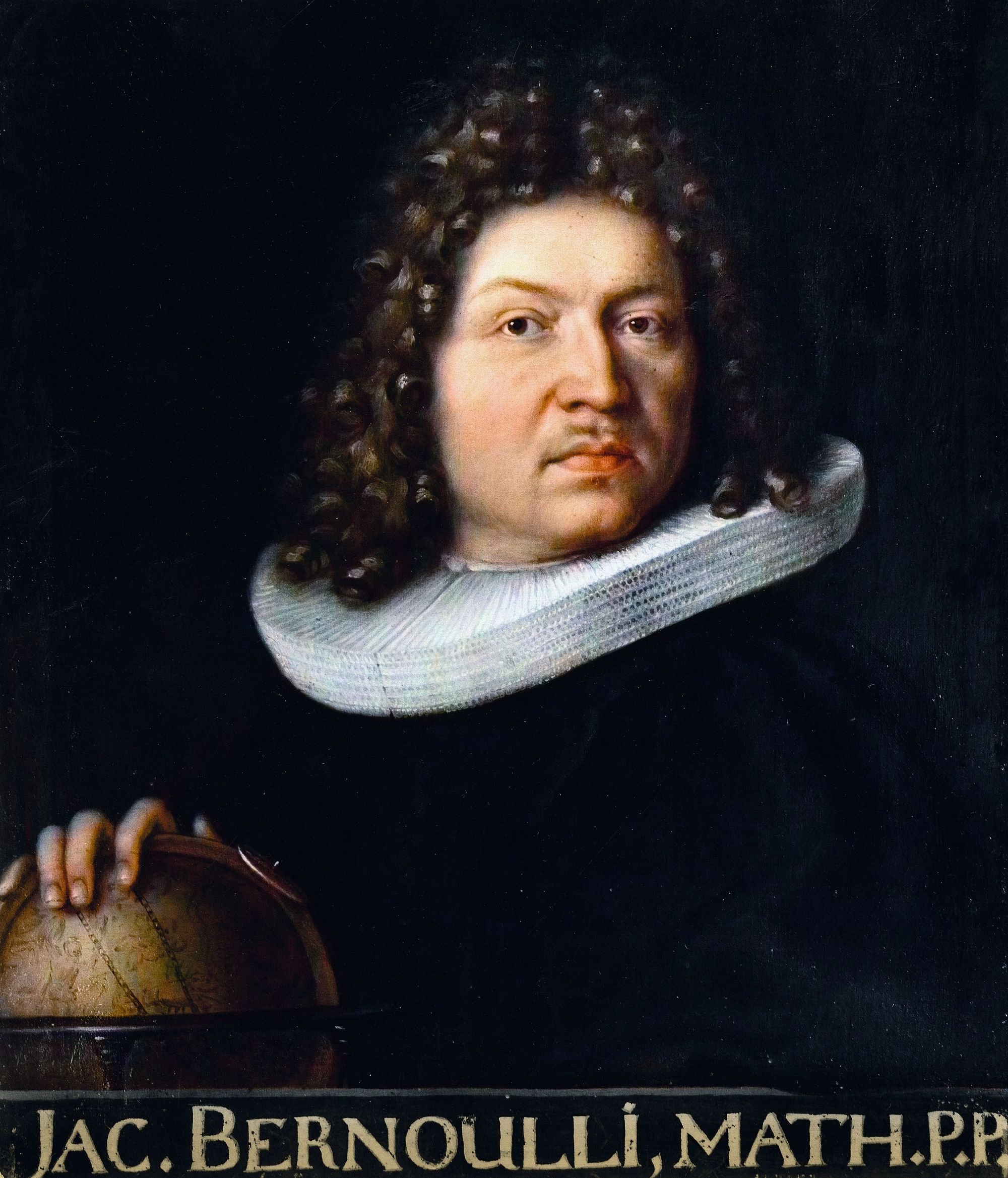
Jakob Bernoulli

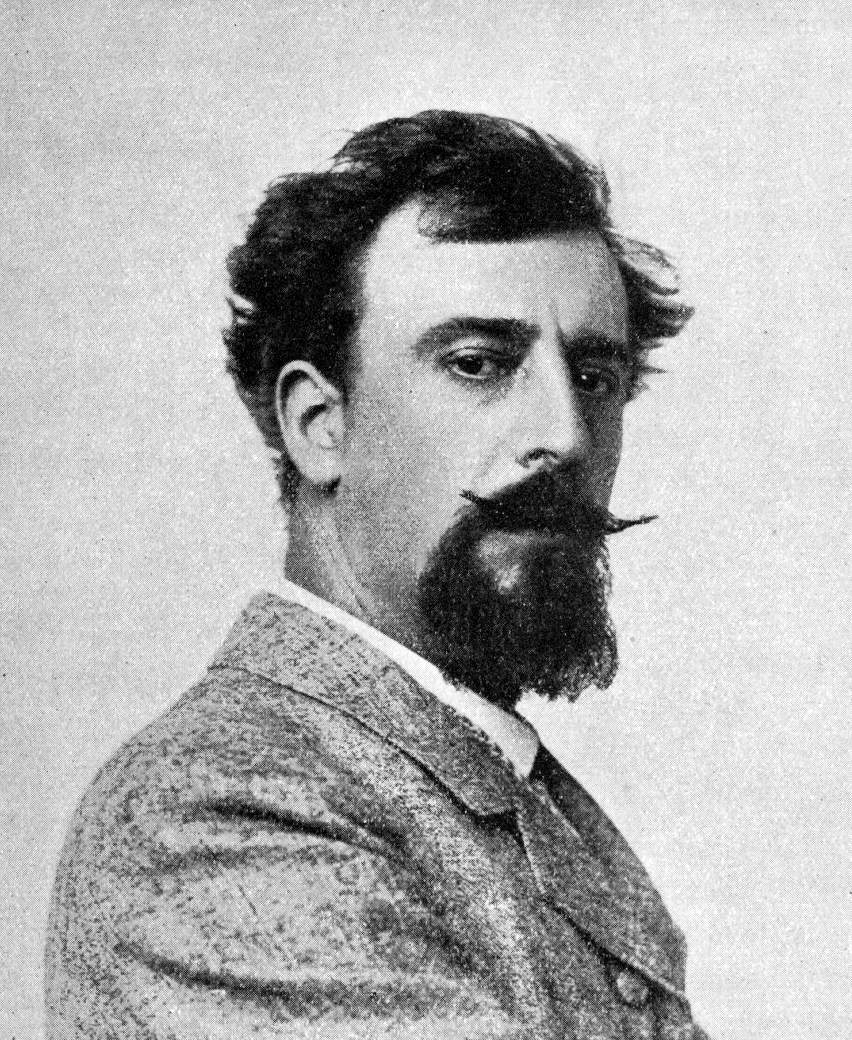
Jakub Schikaneder

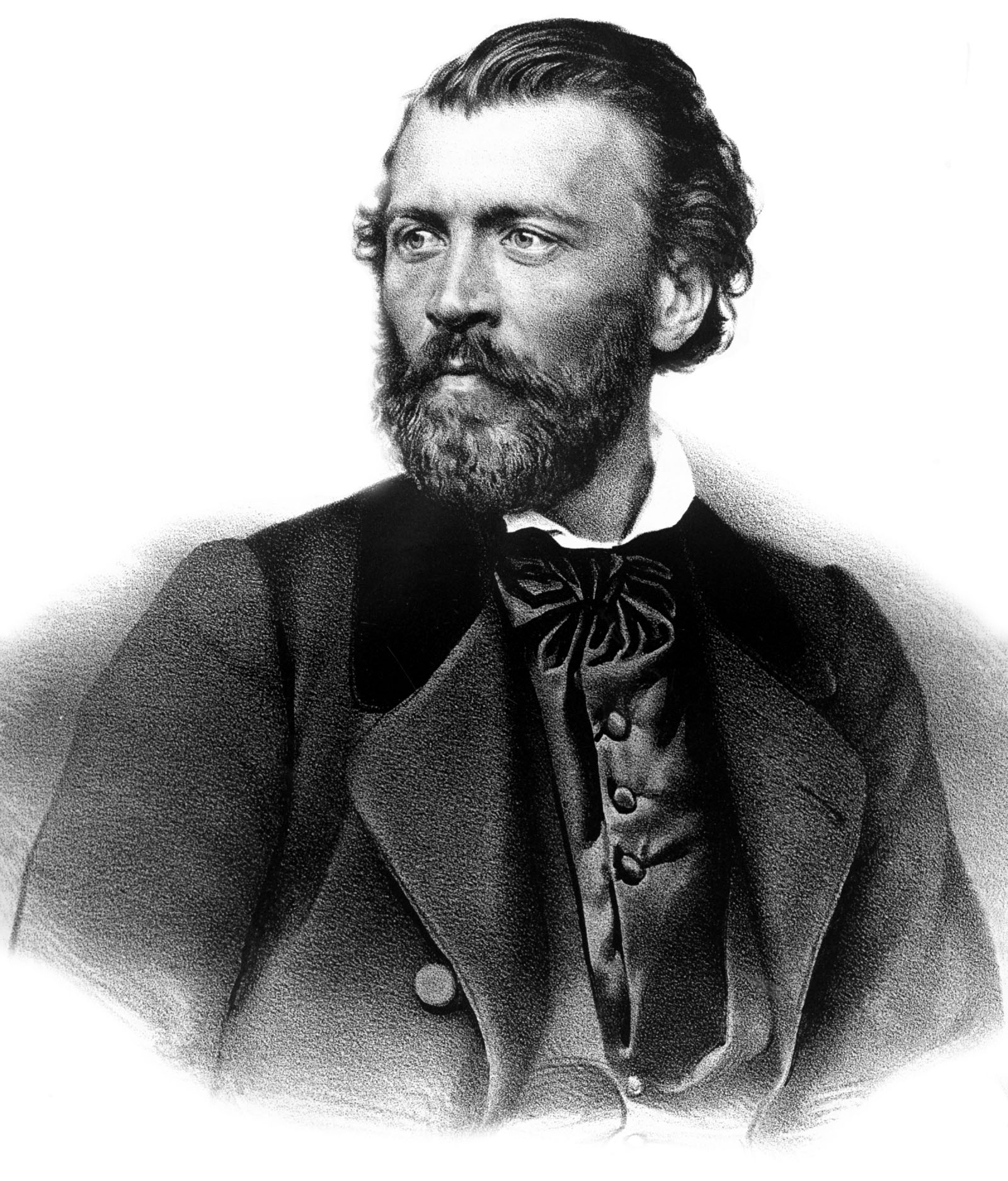
Jakov Petrovič Polonskij

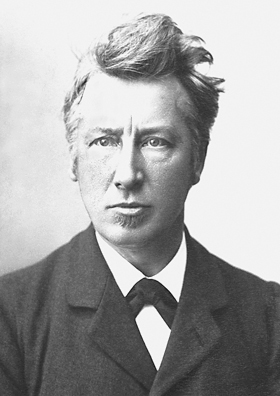
Jacobus Henricus van 't Hoff

- Jacob Bronowski, matematico, biologo e storico polacco naturalizzato britannico
- Jacob Epstein, scultore e pittore statunitense naturalizzato inglese
- Jacob Grimm, filologo, linguista e scrittore tedesco
- Jacob Pitts, attore statunitense
- Jacob Tremblay, attore canadese
- Jacob van Eyck, musicista olandese
- Jacob Vargas, attore messicano naturalizzato statunitense
- Jacob Young, attore statunitense
- Jacob Zuma, politico sudafricano

### Variante Jakob
- Jakob Bernoulli, matematico e scienziato svizzero
- Jakob Cedergren, attore svedese naturalizzato danese
- Jakob Dylan, cantautore e chitarrista statunitense
- Jakob Fuglsang, ciclista su strada e biker danese
- Jakob Lorber, mistico, scrittore, musicista, insegnante e chiaroveggente sloveno
- Jakob Nielsen, informatico danese

### Variante Jakub
- Jakub Błaszczykowski, calciatore polacco
- Jakub Kornfeil, pilota motociclistico ceco
- Jakub Schikaneder, pittore ceco
- Jakub Smrž, pilota motociclistico ceco
- Jakub Wojciechowski, cestista polacco

### Variante Jakov
- Jakov Džugašvili, militare sovietico
- Jakov Fak, biatleta croato naturalizzato sloveno
- Jakov Jurovskij, rivoluzionario russo
- Jakov Knjažnin, traduttore e drammaturgo russo
- Jakov Nenadović, politico e militare serbo
- Jakov Polonskij, poeta russo
- Jakov Protazanov, regista sovietico
- Jakov Sverdlov, politico sovietico
- Jakov Zel'dovič, astronomo e fisico sovietico

### Variante Jacobus
- Jacobus Barbireau, compositore fiammingo
- Jacobus Bontius, medico olandese
- Jacobus Johannes Fouché, politico sudafricano
- Jacobus Johannes Hartman, filologo, accademico e poeta olandese
- Jacobus C. Kapteyn, astronomo olandese
- Jacobus Sylvius, anatomista e medico francese
- Jacobus Henricus van 't Hoff, chimico olandese

### Altre varianti
- Rabbi Akiva, rabbino ed erudito ebreo tanna
- Jacobo Arbenz Guzmán, politico e militare guatemalteco.
- Yakub Çelebi, principe ottomano
- Yaakov Dori, militare israeliano
- Koba Gogoladze, pugile georgiano
- Akiva Goldsman, sceneggiatore, regista e produttore cinematografico statunitense
- Jaakko Hintikka, filosofo finlandese
- Yakup Kadri Karaosmanoğlu, scrittore, giornalista e diplomatico turco
- Yaakov Orland, poeta, drammaturgo e paroliere israeliano
- Hagop Oshagan, scrittore, poeta e giornalista armeno
- Akiba Rubinstein, scacchista polacco
- Akiva Schaffer, regista, cantautore e sceneggiatore statunitense
- Jaakko Teppo, cantautore finlandese
- Iakob Tsurtaveli, presbitero e scrittore georgiano